# 9000 Гал
9000 Гал (9000 Hal) — астероїд головного поясу, відкритий 3 травня 1981 року.
Тіссеранів параметр щодо Юпітера — 3,606.